# Raión de Maloyaroslávets
El raión de Maloyaroslávets (ruso: Малояросла́вецкий райо́н) es un distrito administrativo y municipal (raión) ruso perteneciente a la óblast de Kaluga. Se ubica en el noreste de la óblast. Su capital es Maloyaroslávets.
En 2021, el raión tenía una población de 68 702 habitantes.
El raión se halla en una zona muy urbanizada, pese a estar formado principalmente por ayuntamientos rurales. Limita al sur con el ókrug urbano de Kaluga, la capital regional, mientras que al noreste limita con el ókrug urbano de Óbninsk, la segunda ciudad más poblada de la óblast; además, la capital distrital Maloyaroslávets es la tercera ciudad más poblada de la óblast, solamente superada por esas dos ciudades.
Antes de la creación de la actual óblast de Kaluga en 1944, el raión de Maloyaroslávets formaba parte de la óblast de Moscú.

## Subdivisiones
Comprende la ciudad de Maloyaroslávets (la capital), que forma un ayuntamiento urbano sin pedanías, y 217 localidades rurales. Estas últimas se agrupan en los siguientes 17 asentamientos rurales:
- Aldea Beriózovka
- Aldea Vorobyovo
- Aldea Yerdénevo
- Aldea Zajárovo
- Aldea Mijéyevo
- Aldea Prudkí
- Aldea Riabtsevo
- Aldea Shumiatino
- Posiólok Detchino
- Posiólok Yubileini
- Pueblo Golovteyevo
- Pueblo Ilínskoye
- Pueblo Kolontái
- Pueblo Kudínovo
- Pueblo Maklino
- Pueblo Nedelnoye
- Pueblo Spas-Zagorye